# Gasthof zum Schwanen (Füssen)

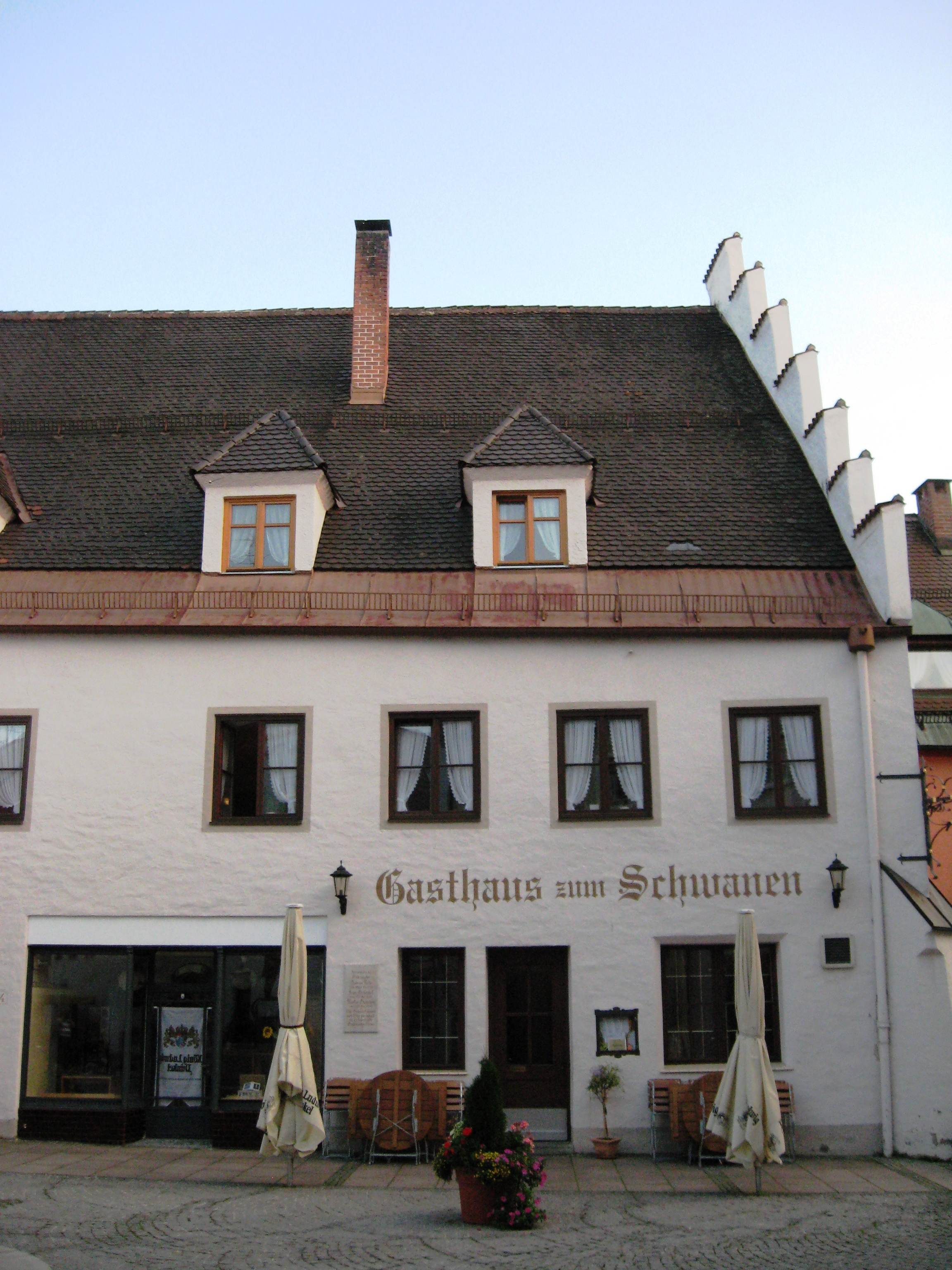
Gasthof zum Schwanen

Der Gasthof zum Schwanen (auch Gasthaus zum Schwanen) ist ein Baudenkmal in der Altstadt von Füssen im Landkreis Ostallgäu. Es trägt die Anschrift Brotmarkt 4, ein Platz mit im Kern spätgotischen Häusern gegenüber zum Klosterhaupteingang.
Es handelt sich um ein zweigeschössiges, traufseitiges Haus mit zum Kloster St. Mang gewandten Treppengiebel aus hohen Spitzbogenblenden. Es ist durch ein anschließendes Haus angeschnitten. Die maßwerkartige Putzgliederung der Blenden stammt aus dem 19. Jahrhundert. Im Erdgeschoss befindet sich ein dreiseitig abgeschrägter Eckpfeiler unter einem Pultdach. Durch einen Ladeneinbau ist die Fassade in ihrem Ursprungszustand gestört. Rückwärtig befindet sich ein tonnengewölbter Raum.
Eine als „bemerkenswert“ von Michael Petzet bezeichnete holzgetäfelte Stube des späten 15. Jahrhunderts aus dem ersten Obergeschoss wurde 1927 verkauft und anschließend in die USA abtransportiert.
Heute (Stand 2014) wird das Gebäude für Gastronomiezwecke verwendet.